# Ruwer (rivière)
Pour les articles homonymes, voir Ruwer.
La Ruwer est une rivière allemande et affluent droite de la Moselle, donc un sous-affluent du Rhin.

## Géographie
Elle a son origine en amont de Osburger Hochwald à une altitude de 660 mètres.
Elle se jette dans la Moselle à Trier-Ruwer après être descendue à 120 mètres d'altitude.